# Tadeusz Styczeń

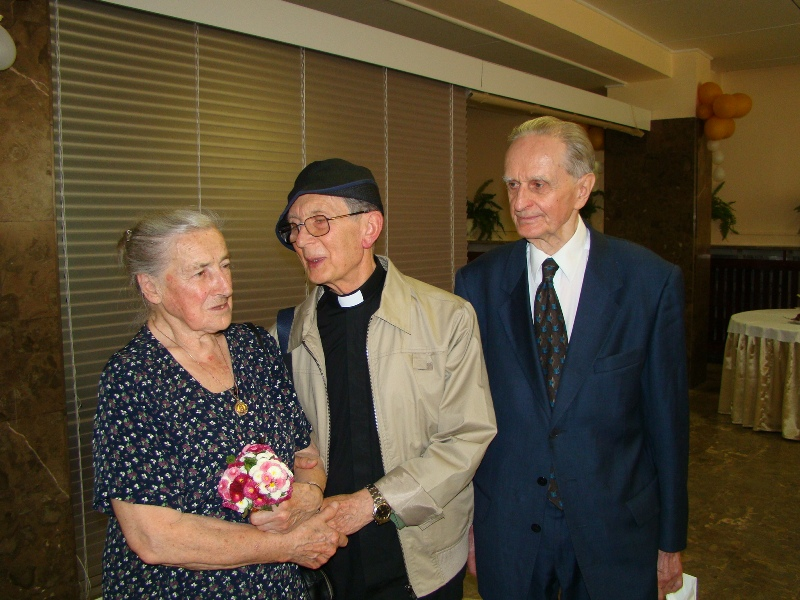
Prof. Tadeusz Styczeń (Mitte) mit Prof. Andrzej Półtawski und Wanda Półtawska bei einer Veranstaltung der KU Lublin am 9. Juni 2008

Tadeusz Styczeń SDS (* 21. Dezember 1931 in Wołowice bei Krakau; † 14. Oktober 2010 in Trzebnica) war ein polnischer römisch-katholischer Theologe. Als Professor für Ethik an der Katholischen Universität Lublin (KUL) war er Mitverfasser des Entwurfs der päpstlichen Moralenzyklika Veritatis splendor (Glanz der Wahrheit). Styczeń war Schüler und enger Vertrauter von Papst Johannes Paul II.

## Leben und akademischer Werdegang
Ab 1944 besuchte er das geheime Gymnasium der Salvatorianer in Krakau. 1947 trat er dem Salvatorianerorden bei. Das Noviziat verbrachte er in Bagno (dt. Heinzendorf) bei Breslau. Am 8. September 1948 legte er das erste Ordensgelübde ab. Die Priesterweihe erhielt er am 5. April 1955 in Krakau aus den Händen von Bischof Franciszek Jop. Er studierte zunächst an der Theologischen Fakultät der Jagiellonen-Universität in Krakau, und nach der Auflösung dieser Fakultät im Jahre 1955 an der Philosophischen Abteilung der Katholischen Universität Lublin. Jeweils unter der Leitung von Karol Woytiła verteidigte er seine Magisterarbeit, seine Doktorarbeit (1963) und seine Habilitationsarbeit (1971) im Fach Ethik. 1981 erhielt er den Titel eines außerordentlichen Professors an der KUL.
Er war zunächst Assistent und sodann Adjunkt (wissenschaftlicher Oberassistent) am Lehrstuhl für Ethik an der KUL. Aufgrund der ständigen Abwesenheit des durch seine Verpflichtungen als Erzbischof von Krakau an der Lehrstuhltätigkeit gehinderten Karol Wojtyła übernahm er faktisch die Leitung des Lehrstuhls. Nachdem Wojtyła 1978 zum Papst gewählt worden war, übernahm er den Lehrstuhl für Ethik auch formell. Er erhielt den Titel eines Professors für Philosophie. 1982 gehörte er zu den Mitbegründern des Instituts Johannes Paul II. an der KUL, welches sich vornehmlich mit Fragen der päpstlichen Morallehre beschäftigt. Bis zum 30. November 2006 war er Direktor dieses Instituts. Danach fungierte er bis zu seinem Tod als dessen Ehrendirektor. Er war auch Chefredakteur der seit 1988 herausgegebenen Monatszeitung Ethos dieses Instituts. In seiner wissenschaftlichen Arbeit beschäftigte sich Styczeń vor allem mit Fragen der Ethik, der Metaethik und der Würde des Menschen. 1993 gehörte er zu den Mitverfassern der am 6. August 1993 veröffentlichten päpstlichen Moralenzyklika Veritatis Splendor. Zudem gab er das moralphilosophische Werk Karol Wojtyłas unter dem Titel Metaphysik der Person in italienischer Sprache heraus.
Styczeń war einer der engsten Vertrauten von Papst Johannes Paul II. Er gehörte zu denjenigen, die am 2. April 2005 am Sterbebett des Papstes standen. Er war Konsultant des Päpstlichen Familienrates und Mitglied der Päpstlichen Akademie für das Leben.

## Auszeichnungen
- 1994 Ehrendoktorat der Universität Navarra
- 2006 Orden Polonia Restituta[1]
- 2007 Verdienstmedaille der Katholischen Universität Lublin
- 2007 Ehrendoktorat der Lateranuniversität in Rom
- 2008 Österreichisches Ehrenkreuz für Wissenschaft und Kunst I. Klasse